# Relook
Relook（リルック）は、株式会社ARETECO HOLDINGSが提供するマインドフルネスを実現するためのスマートフォン向けアプリケーション。

## 概要
- 2019年4月16日、iOS向けにサービス提供開始[2]。
- 2019年11月14日、Android向けにサービス提供開始[3]。
- 2019年11月26日、ブランドロゴを刷新[4]。
- 2021年2月20日、アイレクススポーツライフ株式会社との共同により瞑想プログラムを開発。フィットネスクラブにおいて瞑想プログラムが全国的に導入された初の試みとなった[5][6]。
- 2021年3月4日、「Relook瞑想オールスタープロジェクト」と題するコラボプロジェクトが始動。第一弾として吉田昌生（一般社団法人マインドフルネス瞑想協会代表理事）監修のオリジナルプログラムを配信。吉田昌生とRelook代表の熊谷祐による
Clubhouse公開対談イベントを同月8日に開催した[7]。同月27日には川野泰周（禅僧・精神科医）との公開対談イベントを開催[8] [9]。
- 2021年4月より、名古屋大学医学部附属病院総合診療科と春日井市総合保健医療センターによる「メタボ患者に対するマインドフルネスアプリの減量効果に関しての探索的研究」に、Relookを無償提供[10]。

## 特徴
- 企画監修とナレーションに八田幸子、音声の台本作成と男性ナレーターに南裕、女性ナレーターに植田あゆみ、背景音の作曲にHiroshi Watanabeが関わりアプリの開発が行われた[11][12]。
- 川野泰周や藤井英雄（精神科医）、神山潤（医学博士・日本睡眠学会理事）ら医師のコンテンツ監修を受けた瞑想誘導音声を配信。
- Relookが提供するマインドフルネスのプログラムは企業研修にも使用されている[1]。

## 運営会社
株式会社ARETECO HOLDINGS（東京都文京区）が運営する。